# كارل فرديناند بيكر
كارل فرديناند بيكر (بالألمانية: Carl Ferdinand Becker)‏ هو عالم موسيقى وملحن ألماني، ولد في 17 يوليو 1804 في لايبزيغ في ألمانيا، وتوفي في 26 أكتوبر 1877 في Plagwitz ‏ في ألمانيا.